# San Francisco 49ers 2025
La stagione 2025 dei San Francisco 49ers sarà la 76ª della franchigia nella National Football League, la nona con Kyle Shanahan come capo-allenatore. La squadra tenterà di fare ritorno ai playoff dopo un anno di assenza.

## Scelte nel Draft 2025
| Scelte dei 49ers nel Draft 2025 |        |                                   |                                   |                                   |                           |
| Giro                            | Scelta | Giocatore                         | Ruolo                             | College                           | Note                      |
| 1                               | 11     | Mykel Williams                    | DE                                | Georgia                           |                           |
| 2                               | 43     | Alfred Collins                    | DT                                | Texas                             |                           |
| 3                               | 75     | Nick Martin                       | LB                                | Oklahoma State                    |                           |
| 3                               | 100    | Upton Stout                       | CB                                | Western Kentucky                  | 2020 Resolution JC-2A     |
| 4                               | 113    | CJ West                           | DT                                | Indiana                           |                           |
| 4                               | 138    | Jordan Watkins                    | WR                                | Ole Miss                          | Scelta compensatoria      |
| 5                               | 147    | Jordan James                      | RB                                | Oregon                            | Dai Saints via Commanders |
| 5                               | —      | Scelta revocata                   | Scelta revocata                   | Scelta revocata                   |                           |
| 5                               | 160    | Marques Sigle                     | S                                 | Kansas State                      | Dai Vikings               |
| 6                               | 187    | Scambiata con i Minnesota Vikings | Scambiata con i Minnesota Vikings | Scambiata con i Minnesota Vikings |                           |
| 7                               | 227    | Kurtis Rourke                     | QB                                | Indiana                           |                           |
| 7                               | 249    | Connor Colby                      | G                                 | Iowa                              | Scelta compensatoria      |
| 7                               | 252    | Junior Bergen                     | WR                                | Montana                           | Scelta compensatoria      |

## Staff
| Staff dei San Francisco 49ers |
| --- |
| Organi dirigenziali - Co-chairmen – John e Denise DeBartolo York - Amministratore delegato – Jed York - Presidente – Al Guido - Presidente delle operazioni del football/general manager – John Lynch - Vice presidente esecutivo delle operazioni del football – Paraag Marathe - Vice presidente e consulente senior – Keena Turner - Vice presidente dell'amministrazione del football – Brian Hampton - Direttore del personale dei giocatori – Tariq Ahmad e R. J. Gillen - Direttore degli osservatori e degli operazioni del football – Joshua Williams - Direttore degli osservatori del college – Dominic DeCiccio - Direttore associato delle osservazioni del college – Justin Chabot - Direttore degli osservatori dei professionisti – Fred Gammage III - Direttore della ricerca e sviluppo del football – Matt Ploenzke, PhD - Consulente del personale senior – Frank Gore - Dirigente del personale – Ethan Waugh Capo allenatore - Capo-allenatore – Kyle Shanahan - Assistente capo-allenatore/difesa – Gus Bradley - Assistente capo-allenatore/offensive line – Chris Foerster Altri allenatori - Preparatore atletico – Dustin Perry - Assistente p.a. – Jordan Nieuwsma - Assistente p.a. – Greg Segrove Allenatori dell'attacco - Coordinatore offensivo – Klay Kubiak - Quarterback – Mick Lombardi - Running back – Bobby Turner - Wide receiver/specialista gioco sui passaggi – Leonard Hankerson - Tight end – Brian Fleury - Assistente offensive line – Cameron Clemmons - Assistente attacco/quarterback – Joe Graves - Assistente attacco/wide receiver – Andrew Hayes-Stoker - Assistente attacco – Miguel Reveles - Controllo qualità attacco – Deuce Schwartz - Controllo qualità attacco – Jacob Webster Allenatori della difesa - Coordinatore difensivo – Robert Saleh - Defensive line – Kris Kocurek - Assistente defensive line – Greg Scruggs - Linebacker – Johnny Holland - Specialista gioco sui passaggi/defensive back – Daniel Bullocks - Defensive back/cornerback – Ray Brown - Controllo qualità difesa – Cameron Brown - Controllo qualità difesa – Jake Lynch - Controllo qualità difesa – K.J. Wright Allenatori dello special team - Coordinatore special team – Dustin Perry - Assistente special team – Colt Anderson - Controllo qualità special team – Ronald Blair - Chief of staff/football – Patrick Hagedorn |

## Roster
| Roster dei San Francisco 49ers |
| --- |
| Quarterback - 10 Mac Jones - 14 Tanner Mordecai - 13 Brock Purdy - 4 Kurtis Rourke Running Back - 31 Isaac Guerendo - 29 Jordan James - 44 Kyle Juszczyk FB - 49 Corey Kiner - 23 Christian McCaffrey - 32 Patrick Taylor Wide Receiver - 11 Brandon Aiyuk - 86 Junior Bergen - 19 Jacob Cowing - 84 Russell Gage - 18 Isaiah Hodgins - 15 Jauan Jennings - 3 Malik Knowles - 14 Isaiah Neyor - 83 Terique Owens - 1 Ricky Pearsall - 5 Demarcus Robinson - 7 Equanimeous St. Brown - 17 Jordan Watkins Tight End - 82 Ross Dwelley - 89 Luke Farrell - 85 George Kittle - 89 Mason Pline - 88 Jake Tonges - 9 Brayden Willis Offensive Linemen - 67 Isaac Alarcón LT - 78 Ben Bartch G - 64 Jake Brendel C - 74 Spencer Burford G - 75 Connor Colby G - 65 Andre Dillard LT - 60 Sebastian Gutierrez LT - 61 Matt Hennessy C - 69 Zack Johnson G - 68 Colton McKivitz RT - 55 Drew Moss C - 66 Drake Nugent C - 62 Austen Pleasants G - 77 Dominick Puni G - 71 Trent Williams LT - 63 Nick Zakelj T Defensive Linemen - -- Jaylon Allen DE - 69 Evan Anderson DT - 51 Robert Beal Jr. DE - 97 Nick Bosa DE - 95 Alfred Collins DT - 93 Kalia Davis DT - 92 Jordan Elliott DT - 96 Jonathan Garvin DE - 90 Kevin Givens DT - 94 Yetur Gross-Matos DE - 47 Bryce Huff DE - 91 Sam Okuayinonu DE - 55 Sebastian Valdez DT - 99 CJ West DT - 98 Mykel Williams DE Linebacker - 48 Tatum Bethune MLB - 50 Stone Blenton - 57 Luke Gifford OLB - 41 Jalen Graham MLB - 45 Nick Martin OLB - 36 Curtis Robinson OLB - 46 Chazz Surratt - 54 Fred Warner MLB - 53 Dee Winters OLB Defensive Back - -- Eli Apple CB - 43 Tre Avery CB - 27 Ji'Ayir Brown FS - 22 Tre Brown CB - 40 Derrick Canteen S - 35 Dallis Flowers CB - 24 Richie Grant FS - 0 Renardo Green CB - 2 Deommodore Lenoir CB - 26 Chase Lucas CB - 28 Darrell Luter Jr. CB - 38 Jaylen Mahoney FS - 6 Malik Mustapha FS - 33 Siran Neal CB - 25 Jason Pinnock FS - 49 Jakob Robinson CB - 36 Marques Sigle S - 20 Upton Stout CB Special Team - 3 Greg Joseph K - 4 Jake Moody K - 7 Thomas Morstead P - 46 Jon Weeks LS Lista delle riserve - 56 Tarron Jackson DE (IR) - 81 Trent Taylor WR (IR) - 35 Tre Tomlinson CB (IR) Roster aggiornato al 2 agosto 2025 56 attivi, 8 inattivi, 16 nella squadra di allenamento |
| Legenda - I rookie sono in corsivo. - Il primo ruolo è il principale mentre gli eventuali successivi indicano i ruoli secondari. - (IR) sta per Injured Reserve ed indica la lista ristretta per un solo giocatore infortunato che può tornare ad allenarsi dopo la settimana 6 e a rientrare in prima squadra dopo che questa ha giocato 8 partite. - (NF-Inj.) / (NF-Ill.) stanno rispettivamente per Non-Football Injured e Non-Football Illness ed indicano le liste dove viene inserito un giocatore che ha un infortunio o una malattia non dipendente dal football americano. - (PUP) sta per Physically Unable to Perform ed indica la lista dove viene inserito un giocatore mentre è in attesa di recuperare la condizione fisica. Nella stagione regolare dopo la sesta partita giocata dalla propria squadra, il giocatore ha tempo tre settimane per riprendere ad allenarsi, più tre settimane aggiuntive dal suo rientro agli allenamenti per rientrare in prima squadra. |

## Precampionato
Come già avvenuto nella stagione 2023, nel precampionato i 49ers affronteranno Chargers, Broncos e Raiders, tutte della AFC West, e con la squadra di Las Vegas incontrata per il terzo anno di fila.
| Precampionato |           |           |                      |           |        |                   |              |         |
| Settimana     | Data      | Ora (PT)  | Avversario           | Risultato | Record | Stadio            | TV           | Sintesi |
| 1             | 9 agosto  | 6:00 p.m. | Denver Broncos       | S 9-30    | 0-1    | Levi's Stadium    | KPIX 5 (CBS) | Sintesi |
| 2             | 16 agosto | 1:05 p.m. | @ Las Vegas Raiders  | V 22-19   | 1-1    | Allegiant Stadium | KPIX 5 (CBS) | Sintesi |
| 3             | 23 agosto | 5:30 p.m. | Los Angeles Chargers | -         | -      | Levi's Stadium    | KPIX 5 (CBS) | -       |

## Stagione regolare

### Calendario
Il calendario della stagione regolare fu reso noto il 14 maggio 2025.
| Stagione regolare |                    |                    |                          |                    |                    |                       |                    |                    |
| Settimana         | Data               | Ora (PT)           | Avversario               | Risultato          | Record             | Stadio                | TV                 | Sintesi            |
| 1                 | 7 settembre        | 1:05 p.m.          | @ Seattle Seahawks       | -                  | -                  | Lumen Field           | Fox                | -                  |
| 2                 | 14 settembre       | 10:00 a.m.         | @ New Orleans Saints     | -                  | -                  | Caesars Superdome     | Fox                | -                  |
| 3                 | 21 settembre       | 1:25 p.m.          | Arizona Cardinals        | -                  | -                  | Levi's Stadium        | Fox                | -                  |
| 4                 | 28 settembre       | 1:05 p.m.          | Jacksonville Jaguars     | -                  | -                  | Levi's Stadium        | Fox                | -                  |
| 5                 | 2 ottobre          | 5:15 p.m.          | @ Los Angeles Rams (T)   | -                  | -                  | SoFi Stadium          | Prime Video        | -                  |
| 6                 | 12 ottobre         | 10:00 a.m.         | @ Tampa Bay Buccaneers   | -                  | -                  | Raymond James Stadium | CBS                | -                  |
| 7                 | 19 ottobre         | 5:20 p.m.          | Atlanta Falcons (S)      | -                  | -                  | Levi's Stadium        | NBC                | -                  |
| 8                 | 26 ottobre         | 10:00 a.m.         | @ Houston Texans         | -                  | -                  | NRG Stadium           | Fox                | -                  |
| 9                 | 2 novembre         | 10:00 a.m.         | @ New York Giants        | -                  | -                  | MetLife Stadium       | CBS                | -                  |
| 10                | 9 novembre         | 1:25 p.m.          | Los Angeles Rams         | -                  | -                  | Levi's Stadium        | Fox                | -                  |
| 11                | 16 novembre        | 1:05 p.m.          | @ Arizona Cardinals      | -                  | -                  | State Farm Stadium    | Fox                | -                  |
| 12                | 24 novembre        | 5:15 p.m.          | Carolina Panthers (M)    | -                  | -                  | Levi's Stadium        | ESPN               | -                  |
| 13                | 30 novembre        | 10:00 a.m.         | @ Cleveland Browns       | -                  | -                  | Huntington Bank Field | CBS                | -                  |
| 14                | Settimana di pausa | Settimana di pausa | Settimana di pausa       | Settimana di pausa | Settimana di pausa | Settimana di pausa    | Settimana di pausa | Settimana di pausa |
| 15                | 14 dicembre        | 1:25 p.m.          | Tennessee Titans         | -                  | -                  | Levi's Stadium        | Fox                | -                  |
| 16                | 22 dicembre        | 5:15 p.m.          | @ Indianapolis Colts (M) | -                  | -                  | Lucas Oil Stadium     | ESPN               | -                  |
| 17                | 28 dicembre        | 5:20 p.m.          | Chicago Bears (S)        | -                  | -                  | Levi's Stadium        | NBC                | -                  |
| 18                | 3/4 gennaio        | Da def.            | Seattle Seahawks         | -                  | -                  | Levi's Stadium        | Da def.            | -                  |

Note:
- Gli avversari della propria division sono in grassetto.
- Il simbolo "@" indica una partita giocata in trasferta.
- (M) indica il Monday Night Football, (T) il Thursday Night Football e (S) il Sunday Night Football.
- Dall'undicesimo al diciassettesimo turno si adotta una programmazione flessibile: le partite programmate per il Sunday Night Football, il Monday Night Football e il Thursday Night Football sono programmate in via provvisoria e sono eventualmente soggette a modifiche.
- Data e orario della gara del diciottesimo turno saranno stabilite dopo lo svolgimento del diciassettesimo turno.